# Dolmen von Skegrie

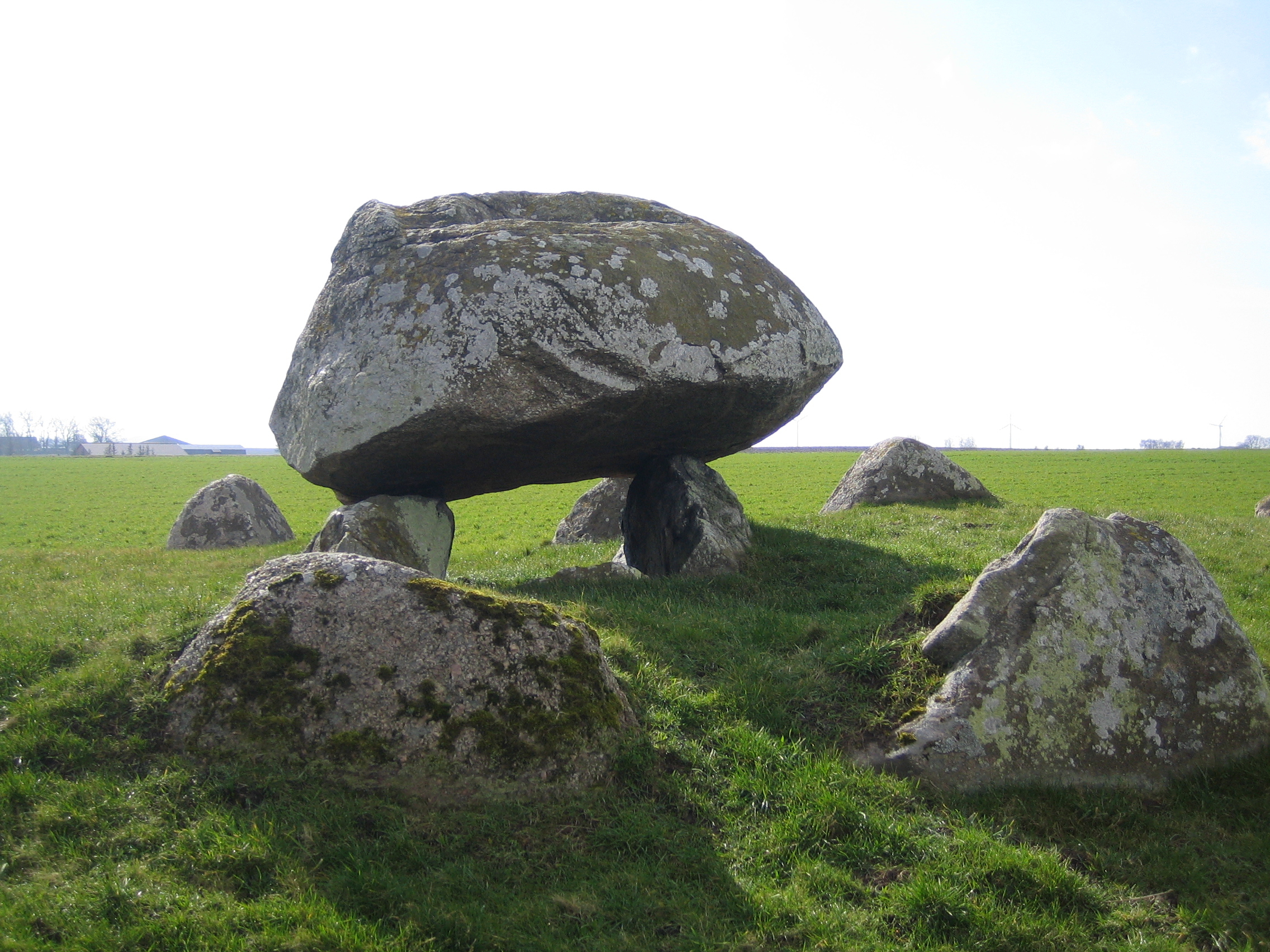
Dolmen von Skegrie

Der Dolmen von Skegrie (schwedisch Skegriedösen) ist ein Dolmen im Hünenbett aus der Jungsteinzeit. Er liegt in Skegrie bei Trelleborg in Schonen in Schweden, nahe der E6. Die Anlage der Trichterbecherkultur (TBK) entstand zwischen 3500 und 2800 v. Chr. Neolithische Monumente sind Ausdruck der Kultur und Ideologie neolithischer Gesellschaften. Ihre Entstehung und Funktion gelten als Kennzeichen der sozialen Entwicklung.
Der rechteckige Dolmen (schwedisch Dös) besteht aus je zwei Tragsteinen auf den Längsseiten und zwei kleineren an den Schmalseiten. Der Deckstein ist ein großer konvexer Block. Die geringe Höhe der Kammer der Skegriedösen weist auf eine frühe Entstehung. Das Hünenbett besteht noch aus 17 weit gesetzten Randsteinen.
Vor dem Ausbau der Autobahn E6 wurde in unmittelbarer Nähe das Gräberfeld von Döserygg entdeckt und ausgegraben.

Skegriedösen
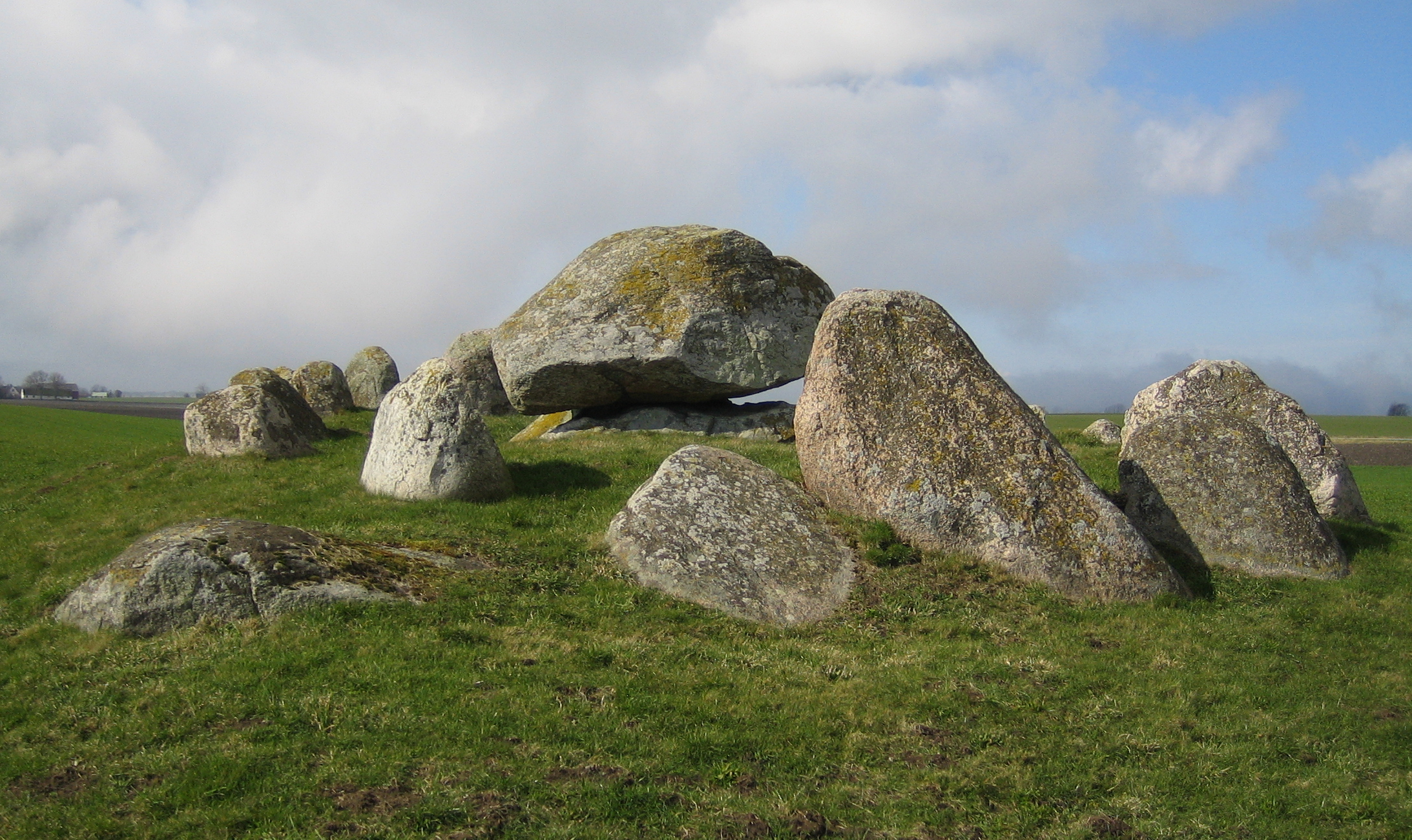
Dolmen von Skegrie mit Randsteinen des Hünenbettes
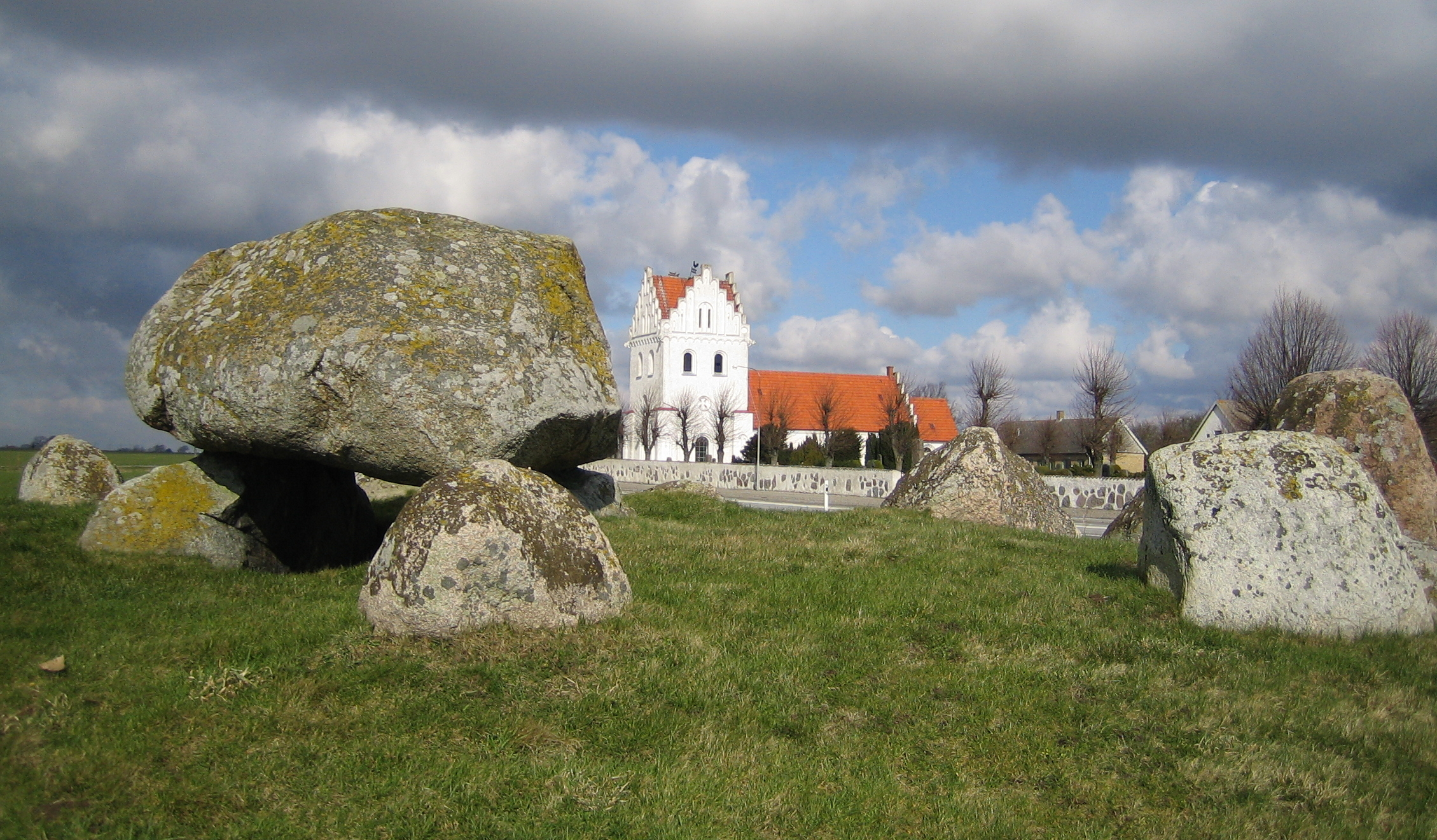
Dolmen von Skegrie mit Kirche
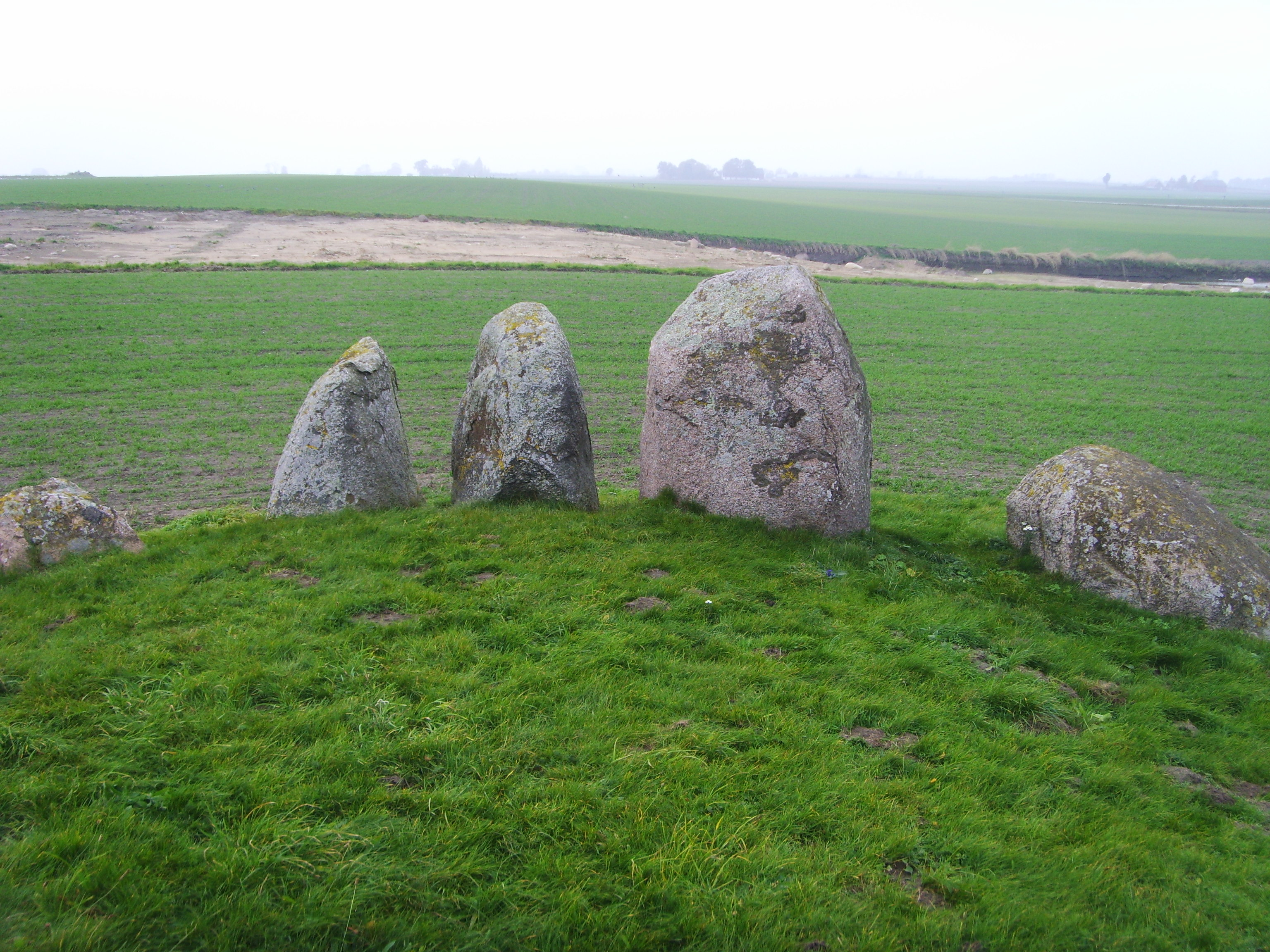
Randsteine des Hünenbettes